# Constituição da África do Sul
Constituição da África do Sul é a lei suprema da África do Sul. Ela fornece a base legal para a existência da república, estabelece os direitos e deveres dos seus cidadãos e define a estrutura do governo. A Constituição atual, a quinta do país, foi elaborada pelo parlamento eleito em 1994 nas primeiras eleições pós-apartheid. Foi sancionada pelo presidente Nelson Mandela em 10 de dezembro de 1996 e entrou em vigor em 4 de fevereiro de 1997, substituindo a Constituição Provisória de 1993.
Desde 1996 a constituição foi alterada por dezesseis emendas constitucionais e dezessete já foram promulgadas, mas ainda não entraram em vigor. A constituição sul-africana chama-se formalmente "Constituição da República da África do Sul de 1996." A lei também foi previamente numerada, como Ato do Parlamento n.º 108 de 1996.